# Шамни, Гади
Га́ди Ша́мни (ивр. גדי שמני‎; полное имя — Гидеон Шамни (ивр. גדעון שמני‎); род. 23 августа 1959, Иерусалим, Израиль) — генерал-майор запаса Армии обороны Израиля; в последних военных должностях Командующий Центральным военным округом Армии обороны Израиля (с 2007 по 2009 год) и военный атташе Израиля в США (с 2009 по 2012 год).

## Биография
Гади Шамни родился и вырос в Иерусалиме в семье, семь поколений которой проживали в Палестине. Окончил иерусалимскую школу имени Рене Кассена.

### Военная карьера
В ноябре 1977 года Шамни был призван на службу в Армии обороны Израиля. Начал службу в бригаде «Цанханим», в которой прошёл путь от командира отделения, а затем и взвода, до командира роты призыва февраля 1982 в 202-м батальоне бригады (в последней должности участвовал в Ливанской войне 1982 года, где командовал своей ротой в боях в Бейруте).
В 1983 году был послан в США, где успешно окончил курс Сил специального назначения Армии США («Зелёных беретов»), и вернулся на должность командира роты огневой поддержки (ивр. פלוגה מסייעת‎) бригады «Цанханим», размещённой в ту пору в районе города Сидон в Ливане.
С 1987 по 1989 год командовал разведывательной ротой бригады («Сайерет Цанханим»). В этой должности принял участие в операции «Закон и порядок» (ивр. מבצע חוק וסדר‎) по зачистке деревни Майдун в Ливане от боевиков «Хезболлы» 3 мая 1988 года. В ходе другой боевой операции в южном Ливане был легко ранен в голову пулей снайпера, пробившей его каску.
С 1989 по 1990 год возглавлял 890-й батальон бригады (батальон «Эфа» (ивр. אפעה‎)). В 1990 году Шамни был тяжело ранен, когда военный джип, в котором он ехал на задание на северной границе Израиля, перевернулся и скатился в пропасть. Водитель джипа скончался на месте, а Шамни удалось спасти только благодаря экстренному хирургическому вмешательству на месте аварии. Однако после продолжительной госпитализации Шамни вернулся на службу в армии, командовал батальоном в Офицерской школе, резервной десантной бригады «Уцбат Нешер» (с 1993 по 1995 год), территориальной бригадой «Йехуда» (ивр. חטמ"ר יהודה‎)], ответственной за южную часть Западного берега реки Иордан, включая город Хеврон (с 1995 по 1997 год), и резервной воздушно-десантной бригадой «Хицей ха-Эш» (с 1997 по 1999 год).
В июле 1999 года был назначен командиром бригады «Цанханим». В 2001 году был повышен в звании до бригадного генерала и 15 июля 2001 года назначен Главным офицером пехотных и десантных войск (ивр. קחצ"ר‎). В 2003 году возглавил территориальную дивизию сектора Газа, а в 2004 году стал главой Оперативного отделения (ивр. חטיבת המבצעים‎) Оперативного управления Генерального штаба армии.
В сентябре 2005 года Шамни был произведён в звание генерал-майора и был назначен Военным секретарём премьер-министра Израиля, сменив на посту генерал-майора Йоава Галанта. Был Военным секретарём при премьер-министрах Ариэле Шароне и Эхуде Ольмерте, исполнял эту должность также в ходе Второй ливанской войны. Завершил службу на данном посту 3 июня 2007 года.
3 июня 2007 года Шамни вступил на должность Командующего Центральным военным округом, сменив на посту генерал-майора Яира Наве. В этой должности, как и его предшественник, неоднократно вступал в конфликт с еврейскими поселенцами на Западном берегу реки Иордан. Возле дома Шамни в Реуте неоднократно проходили акции протеста, в особенности после постановления Шамни о выдаче административных ордеров, ограничивающих движение некоторых представителей крайне правого лагеря из среды поселенцев. Широкий общественный резонанс вызвало также решение Шамни объявить выговор командиру бригады «Кфир», полковнику Итаю Веруву, публично поддержавшего офицера бригады, обвинённого в военном суде в избиении палестинских гражданских лиц.
В октябре 2009 года Шамни стал военным атташе Израиля в США. В сентябре 2012 года Шамни передал пост генерал-майору Яакову Аишу.
Имя Шамни упоминалось среди имён возможных кандидатов на пост заместителя Начальника Генштаба армии во второй половине 2012 года, однако 1 ноября 2012 года было объявлено о намерении Шамни завершить армейскую службу, и он вышел в отпуск до 1 июля 2013 года накануне выхода в запас из армии.

### После выхода в запас
В 2012 году Шамни стал генеральным директором компании GME Trust, занимающейся управленческим консалтингом и консультированием в сфере национальной безопасности.
В октябре 2015 года Шамни был назначен главой штаба вооружений сухопутных войск израильского оборонного концерна Israel Aerospace Industries.
В конце 2018 года завершил работу в Israel Aerospace Industries и был назначен вице-президентом компании ICTS, занимающейся консультированием по вопросам безопасности аэропортов, в сферу ответственности которого входит деятельность компании в США.
Шамни также возглавил Комитет друзей «Организации жертв террора», израильской некоммерческой организации.

### Образование и личная жизнь
За время службы в армии Шамни получил степень бакалавра (в области экономики и политологии) и магистра (в области национальной безопасности) Тель-Авивского университета. Также окончил учёбу в Колледже полевого и штабного командного состава Армии обороны Израиля и Военном колледже Армии США в Карлайле, Пенсильвания.
Живёт в Реуте (на сегодняшний день — район города Модиин-Маккабим-Реут). Женат на Хадас Шамни, отец четверых детей (дочери Инбар и Ор, сын Авив и младшая дочь Шай). Все дети Шамни стали офицерами в ходе своей службы в Армии обороны Израиля.
Активно занимается спортом.

## Публикации
- אלוף גדי שמני כל דור ולבנון שלו במחנה, 21.5.10 (Генерал-майор Гади Шамни, «У каждого поколения свой Ливан»), «Ба-махане» (21.5.10), копия на сайте fresh.co.il (Архивная копия от 5 июля 2020 на Wayback Machine) (иврит)
- גדי שמני שתי מדינות, בקעה אחת הארץ, 30.12.13 (Гади Шамни, «Два государства, одна Иорданская рифтовая долина», «Га-Арец» (30.12.13)) (Архивировано 11 декабря 2022 года.) (иврит)
- גדי שמני גבולות 67' אינם רלוונטיים יותר הארץ, 21.1.14 (Гади Шамни, «Границы 1967 года более не имеют значения», «Га-Арец» (21.1.14)) (Архивировано 11 декабря 2022 года.) (иврит)
- Ilan Goldenberg, Major General (Res.) Gadi Shamni, Nimrod Novik, and Colonel Kris Bauman, A Security System for the Two-State Solution (Илан Голдберг, генерал-майор запаса Гади Шамни, Нимрод Новик, полковник Крис Бауман, «Система безопасности для решения по принципу „Два государства для двух народов“»), Center for a New American Security, май 2016 (Архивная копия от 15 июня 2016 на Wayback Machine)[26] (англ.)
- גדי שמני זמן להיפרד ידיעות אחרונות (העתק באתר מפקדים למען ביטחון ישראל), 9.12.18 (Гади Шамни, «Время расставаться», «Едиот ахронот» (перепечатка на сайте организации «Командиры за безопасность Израиля») (9.12.18)) (Архивная копия от 21 июля 2022 на Wayback Machine) (иврит)
- ניצן אלון, אבי מזרחי, גדי שמני אלימות המתנחלים מסכנת את ביטחון מדינת ישראל הארץ, 10.1.22 (Ницан Алон, Ави Мизрахи, Гади Шамни, «Насилие поселенцев угрожает безопасности Государства Израиль», «Га-Арец» (10.1.22)) (Архивировано 10 декабря 2022 года.) (иврит)
- גדי שמני, ניצן אלון, מתן וילנאי כך נמנף את הישגי עלות השחר הארץ, 15.8.22 (Гади Шамни, Ницан Алон, Матан Вильнаи, «Так мы разовьём достижения операции „Рассвет“», «Га-Арец» (15.8.22)) (Архивировано 15 августа 2022 года.) (иврит)
- אלוף במיל' גדי שמני נתניהו מעצים את המשבר וגורם לפגיעה חמורה בהרתעה הישראלית גלובס, 27.3.23 (Генерал-майор запаса Гади Шамни, «Нетаньяху углубляет кризис и наносит тяжкий удар по израильской способности сдерживания», «Глобс» (27.3.23)) (Архивная копия от 28 марта 2023 на Wayback Machine) (иврит)